# Gruby brzuch
Gruby brzuch – debiutancki album powstały przy wspólnym nakładzie pracy dwóch polskich raperów: Grubsona i BRK. Płyta ukazała się 23 maja 2012 nakładem wytwórni MaxFloRec.
Płyta dotarła do 1. miejsca zestawienia OLiS i uzyskała certyfikat złotej.

## Lista utworów
Opracowano na podstawie materiału źródłowego.
1. „Śniadanie” (produkcja: Grubson, gościnnie: Jotoskleja) – 2:05[A]
2. „A kto to?!?” (produkcja: Grubson) – 3:01
3. „Co słychać” (produkcja: Grubson) – 3:54[B]
4. „Kiedy byłem cz.2” (produkcja: Grubson, mandolina: Mariusz Miszkurka) – 4:29
5. „System” (produkcja: BRK, keyboard: Łukasz Bzowski) – 4:36
6. „Szansa” (produkcja: Grubson, mandolina: Mariusz Miszkurka, skrzypce: Roman Kożdoń) – 4:06
7. „Imię” (produkcja: BRK, keyboard: Łukasz Bzowski) – 4:03
8. „Niech się dzieje” (produkcja: Grubson, gitara basowa: Samuel Ziemiński, perkusja: Michał Maliński, mandolina: Mariusz Miszkurka) – 3:20
9. „Parchy” (produkcja: BRK) – 3:17
10. „Zacieszacz” (produkcja: Grubson, gościnnie: Bu) – 3:32
11. „Szybki obiad” (produkcja: BRK) – 2:00
12. „Siesta” (produkcja: BRK) – 2:16
13. „Można?! da się?!” (produkcja: BRK) – 3:27
14. „Złap za intro” (produkcja: BRK, gitara: Leszek Grzenia, skrzypce: Roman Kożdoń) – 1:30
15. „Złap za…” (produkcja: BRK, gościnnie: EmilyRose, perkusja: Michał Maliński, saksofon: Jan Swaton, trąbka: Kuban) – 4:35[C]
16. „Pozytywka” (produkcja: BRK) – 2:37
17. „Podwieczorek” (produkcja: BRK) – 1:13
18. „Racja” (produkcja: BRK) – 3:19
19. „Pasja” (produkcja: BRK, gościnnie: Jarecki, Orifice Vulgatron) – 3:32
20. „Ostatni raz” (produkcja: BRK, gościnnie: EmilyRose) – 3:03
21. „Kalorie” (produkcja: Snobe, gościnnie: Jarecki) – 3:04
22. „Kolacja” (produkcja: BRK) – 1:27
23. „Przygody grubego brzucha” (produkcja: BRK, gościnnie: Jotoskleja) – 5:46

| Bonus CD2 |
| --- |
| 1. „Zacieszacz (Instrumental)” 2. „Zacieszacz (Acapella)” (gościnnie: Bu) 3. „Zacieszacz (BRK Remix)” (gościnnie: Bu) 4. „Zacieszacz (DiNO Remix)” (gościnnie: Bu) 5. „Złap za... (Instrumental)” 6. „Złap za... (Acapella)” (gościnnie: Emilyrose) 7. „System (Instrumental)” 8. „System (Acapella)” 9. „System (GrubSon Remix)” 10. „System (GrubSon Remix Instrumental)” 11. „System (GrubSon Remix Acapella)” 12. „System (Long Version)” (gościnnie: Jotoskleja) 13. „Co ja mogę” (gościnnie: Majkel) |

Notatki
- A^ Z wykorzystaniem sampli pochodzących z piosenki „(If Loving You Is Wrong) I Don't Want to Be Right” w wykonaniu Millie Jackson[7].
- B^ Z wykorzystaniem sampli pochodzących z piosenek „Tenderly” Anity O’Day i „Get You Some” Busty Rhymesa (gościnnie: Q-Tip, Marsha Ambrosius)[8].
- C^ Z wykorzystaniem sampli pochodzących z piosenki „Zielone wzgórza nad Soliną” w wykonaniu Wojciecha Gąssowskiego[9].